# Chiara Consonni
Chiara Consonni née le 24 juin 1999 à Ponte San Pietro, est une coureuse cycliste italienne. Spécialiste de la piste, elle court également sur route, où est elle une rouleuse-sprinteuse. 
Elle est notamment championne du monde de poursuite par équipes en 2022 et championne olympique de la course à l'américaine en 2024.

## Biographie

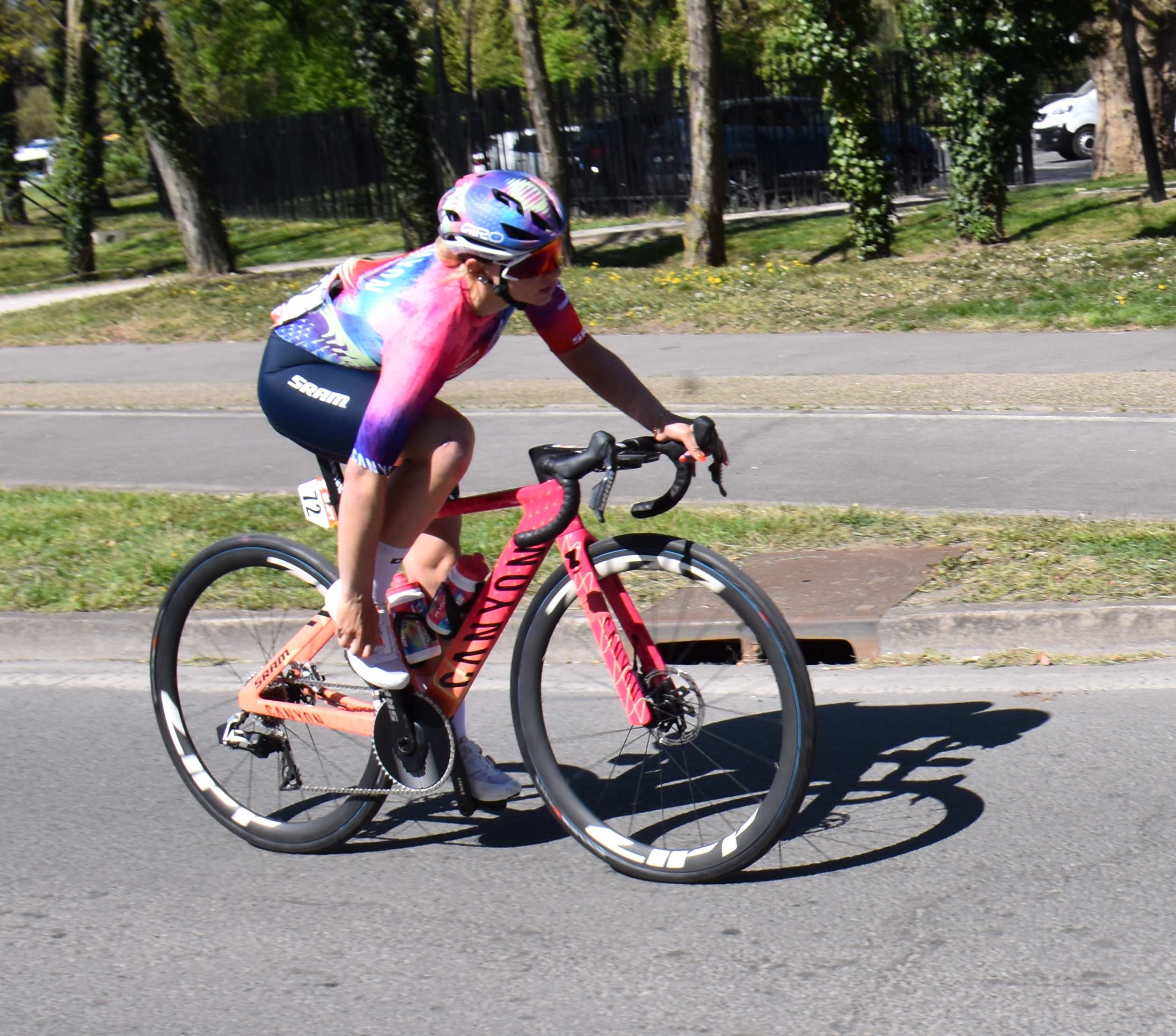
Chiara Consonni 72
10 è de Paris-Roubaix Femmes 2025

Chiara Consonni est issue d'une famille de cyclistes : son frère aîné Simone est également coureur cycliste professionnel, tandis que son frère cadet et ses cousins ont également pratiqué ce sport. 
En 2016, pour sa première année chez les juniors (moins de 19 ans), elle est championne du monde de poursuite par équipes juniors en Suisse et championne d'Europe de poursuite par équipes juniors, à domicile, à Montichiari. En 2017, elle obtient encore de meilleurs résultats. Lors des mondiaux sur piste juniors, elle décroche une nouvelle fois l'or en poursuite par équipes (avec Martina Fidanza, Letizia Paternoster et Vittoria Guazzini), mais également l'or sur la course à l'américaine (avec Letizia Paternoster) et le bronze sur la course aux points. Lors des championnats d'Europe juniors, elle est double médaillée d'or avec les mêmes équipières en poursuite par équipes et sur l'américaine.
En 2018, elle rejoint l'équipe sur route Valcar PBM. En 2019, elle gagne une étape du Boels Ladies Tour, course qui fait partie de l'UCI World Tour féminin. 
Lors des championnats d'Europe sur piste espoirs de 2020 (moins de 23 ans), disputés en Italie, elle décroche trois titres, en poursuite par équipes (avec Fidanza, Cavalli et Guazzini), course à l'américaine (avec Fidanza) et course à l'élimination. Aux championnats d'Europe élites, elle est vice-championne d'Europe de poursuite par équipes. 
En 2021, elle récidive aux championnats d'Europe sur piste espoirs, où elle remporte à nouveau les trois titres en poursuite par équipes, course à l'américaine et course à l'élimination. Aux mondiaux de Roubaix, elle devient vice-championne du monde de poursuite par équipes. En 2020, elle gagne une étape du Tour d'Italie.
En 2023, elle s’adjuge le Trofee Maarten Wynants. Elle gagne la dernière étape du Tour d'Italie dans l'emballage final. Au Tour de l'île de Chongming, elle se classe dans les deux premières étapes, avant de s'imposer le dernier jour. Grâce aux bonifications, elle gagne le classement général de cette course. Elle est ensuite deuxième du Tour du Guangxi.
Elle est sélectionnée pour les compétitions de cyclisme sur piste aux Jeux olympiques d'été de 2024 à Paris. Elle rate de peu une médaille sur la poursuite par équipes en prenant la quatrième place. Quelques jours plus tard, elle devient championne olympique de la course à l'américaine avec Vittoria Guazzini.

## Palmarès sur piste

### Jeux olympiques
- Paris 2024
  -  Championne olympique de la course à l'américaine
  - 4e de la poursuite par équipes

### Championnats du monde
| Édition / Épreuve              | Poursuite par équipes                          | Américaine                | Course aux points |
| Aigle 2016 (juniors)           | Or (avec Balsamo, Paternoster et Stefani)      |                           |                   |
| Montichiari 2017 (juniors)     | Or (avec Fidanza, Paternoster et Guazzini)     | Argent (avec Paternoster) | Bronze            |
| Roubaix 2021                   | Argent                                         |                           |                   |
| Saint-Quentin-en-Yvelines 2022 | Or (avec Guazzini, Alzini, Balsamo et Fidanza) |                           |                   |
| Ballerup 2024                  | Bronze                                         |                           |                   |

### Coupe du monde
- 2019-2020
  - 3e de la poursuite par équipes à Glasgow
  - 3e de l'américaine à Glasgow

### Coupe des nations
- 2022
  - 1re de la poursuite par équipe à Milton (avec Silvia Zanardi, Martina Fidanza, Elisa Balsamo et Barbara Guarischi)
  - 1re de l'américaine à Milton (avec Elisa Balsamo)
  - 3e de la poursuite par équipes à Glasgow
- 2024
  - 2e de la poursuite par équipes à Milton

### Championnats d'Europe
| Édition / Épreuve                 | Poursuite par équipes                               | Américaine             | Élimination |
| Montichiari 2016 (juniors)        | Or (avec Balsamo, Paternoster et Stefani)           |                        |             |
| Anadia 2017 (juniors)             | Or (avec Fidanza, Paternoster et Guazzini)          | Or (avec Paternoster)  |             |
| Fiorenzuola d'Arda 2020 (espoirs) | Or (avec Fidanza, Cavalli et Guazzini)              | Or (avec Fidanza)      | Or          |
| Plovdiv 2020                      | Argent (avec Balsamo, Alzini, Barbieri et Guazzini) |                        |             |
| Apeldoorn 2021 (espoirs)          | Or (avec Gasparrini, Fidanza et Zanardi)            | Or (avec Fidanza)      | Or          |
| Heusden-Zolder 2025               | Or (avec Fidanza, Guazzini et Alzini)               | Argent (avec Guazzini) |             |

### Championnats nationaux
- 2022
  -  Championne d'Italie de poursuite par équipes (avec Martina Fidanza, Rachele Barbieri et Martina Alzini)

## Palmarès sur route

### Par années
- 2017
  - 3e du Diamond Tour
- 2018
  - 3e du Diamond Tour
- 2019
  - 5e étape du Boels Ladies Tour
  - 3e du Grand Prix Bruno Beghelli
- 2020
  - 2e du Grand Prix d'Isbergues
  - 3e du Grand Prix de Plouay
  - 10e du championnat d'Europe sur route espoirs
- 2021
  - Ronde de Mouscron
  - Tour de la Communauté valencienne
  - Grand Prix du Morbihan
  - 2e du Diamond Tour
  - 3e de La Classique Morbihan
  - 9e du Tour de Drenthe
- 2022
  - À travers les Flandres
  - Dwars door de Westhoek
  - Diamond Tour
  - 10e étape du Tour d'Italie
  - Grand Prix d'Isbergues
  - 2e du Samyn des Dames
  - 2e du GP Oetingen
  - 2e du Grand Prix de l'Escaut
  - 2e du Gran Premio della Liberazione PINK
  - 5e de la RideLondon-Classique
  - 7e du Tour de Drenthe
  - 7e de la Classic Bruges-La Panne
- 2023
  - Trofee Maarten Wynants
  - 9e étape du Tour d'Italie
  - Grand Prix Beerens
  - Tour de l'île de Chongming :
    - Classement général
    - 3e étape

  - 2e d'À travers les Flandres
  - 2e du Tour du Guangxi
  - 3e du Grand Prix de l'Escaut
  - 9e de la Classic Bruges-La Panne
  - 9e de Paris-Roubaix
- 2024
  - Gran Premio della Liberazione
  - Grand Prix Eco-Struct
  - Diamond Tour
  - 2e étape du Tour d'Italie
  - 2e du Drentse 8 van Westerveld
  - 2e de la Kortrijk Koerse
  - 3e du Trofeo Felanitx–Colònia Sant Jordi
  - 3e de Gand-Wevelgem
  - 3e du Trofee Maarten Wynants
  - 4e de la Classic Bruges-La Panne
- 2025
  - Tour de Pologne : 
    - Classement général
    - 1re et 3e étapes

  - 2e du Trofeo Marratxi-Felanitx
  - 2e de la Classic Bruges-La Panne
  - 3e du GP Oetingen
  - 3e du Grand Prix de l'Escaut
  - 3e du Copenhagen Sprint
  - 5e de Gand-Wevelgem
  - 10e de Paris-Roubaix

### Résultats sur les grands tours

#### Tour de France
1 participation :
- 2023 : non partante ([[7e étape du Tour de France Femmes 2023|7e étape]])

#### Tour d'Italie
6 participations :
- 2021 : non-partante (6e étape)
- 2021 : hors-délai (4e étape)
- 2022 : 59e, vainqueur de la 10e étape
- 2023 : 91e, vainqueur de la 9e étape
- 2024 : non partante (7e étape), vainqueur de la 2e étape
- 2025 : 86e

### Classements mondiaux
| Année                                 | 2017 | 2018 | 2019 | 2020 | 2021 | 2022 | 2023 | 2024 |
| ------------------------------------- | ---- | ---- | ---- | ---- | ---- | ---- | ---- | ---- |
| Classement UCI                        | 157e | 93e  | 98e  | 39e  | 38e  | 18e  | 14e  | 14e  |
| UCI World Tour                        | nc   | 94e  | 55e  | 29e  | 64e  | 29e  | 16e  | 28e  |
|                                       |      |      |      |      |      |      |      |      |
| Légende : nc = non classéSource : UCI |      |      |      |      |      |      |      |      |

## Distinctions
- Giglio Rosa : 2023 et 2024